# فرودگاه سوونگا
فرودگاه سوونگا (به انگلیسی: Savoonga Airport) یک فرودگاه همگانی با کد یاتا SVA است که یک باند فرود شن دارد و طول باند آن ۱۳۴۱ متر است. این فرودگاه در کشور ایالات متحده آمریکا قرار دارد و در ارتفاع ۱۶ متری از سطح دریا واقع شده است.